# Accipiter striatus
Lo sparviero striato (Accipiter striatus Vieillot, 1808) è un uccello rapace della famiglia degli Accipitridi originario dell'America settentrionale e centrale.

## Descrizione

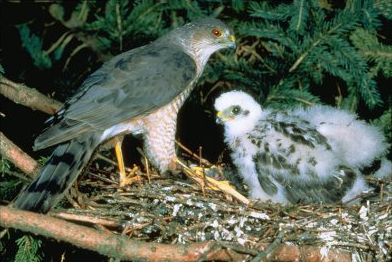
Adulto con un pulcino.

### Dimensioni
Misura 23–35 cm di lunghezza, per un peso di 82-125 g nei maschi e di 144-242 g nelle femmine; l'apertura alare è di 51–69 cm.

### Aspetto
Nonostante sia di dimensioni più piccole, lo sparviero striato può essere confuso con lo sparviere di Cooper per quanto riguarda il piumaggio. Tuttavia, quest'ultimo ha una coda più lunga arrotondata all'estremità, un corpo più robusto e una testa proporzionalmente più grossa rispetto al resto del corpo. Inoltre, lo sparviere di Cooper presenta un vertice scuro che contrasta fortemente con il resto delle parti superiori. In volo, lo sparviere americano ha una sagoma leggermente diversa: ha le ali brevi e arrotondate e la sua coda barrata di nero e di grigio ha l'estremità squadrata. Il cappuccio è scuro e le parti superiori e le ali sono grigio-blu. Il dorso è spesso macchiato alla rinfusa da piccole chiazze bianche. Le remiganti sono biancastre, leggermente barrate di nero. Le parti inferiori sono bianche con numerose barre rossicce o fulve. La zona anale è interamente bianca, in contrasto con le cosce rossicce frequentemente barrate di bianco. Le guance sono più o meno tinte di rossiccio, in maniera anche assai marcata per quanto riguarda le razze delle Grandi Antille. L'iride è di colore variabile dall'arancione scuro al rosso. Il becco, incurvato ad uncino all'estremità, è di colore nero. La cera e le zampe sono giallastre. La femmina somiglia molto al maschio; tuttavia, le sue parti superiori appaiono più marroni, in quanto è assente ogni tipo di sfumatura grigio-blu. Le parti inferiori sono meno fortemente barrate. Il cappuccio e l'occipite sono molto più scuri che nel maschio. I giovani hanno le parti superiori e le copritrici alari marroni. Le parti inferiori sono ricoperte da grossolane strisce marroni. L'occhio è sormontato da un sottile sopracciglio bianco. La parte inferiore delle ali è bianca con barre marrone scuro. L'iride è gialla.

### Voce
Lo sparviero striato è un rapace che possiede una comunicazione piuttosto discreta. Di solito si fa sentire solo durante la stagione della riproduzione. Durante i voli di parata, emette una serie di kik-kik-kik o di kek-kek-kek. Per il resto dell'anno è piuttosto silenzioso. Tuttavia, nelle vicinanze del nido, il maschio segnala la sua presenza attraverso un kip-kip breve o dei kiou-kiou-kiou ai quali la femmina risponde con un keeeeep piuttosto prolungato.

## Biologia
La formazione delle coppie e il modo con cui il maschio cerca di attirare una femmina all'interno del suo territorio sono conosciuti solo parzialmente per quanto riguarda lo sparviero striato, ma al contrario abbiamo informazioni molto dettagliate per quanto riguarda lo sparviero (Accipiter nisus), un suo parente molto stretto caratterizzato da abitudini molto simili. Infatti, in entrambe le specie il successo del maschio dipende dalla sua abilità di cacciare e riportare al nido un numero sufficiente di prede. Una femmina che vive nel territorio di un maschio è pronta ad apprezzare le sue qualità e quelle del territorio in cui vive in base alla quantità di nutrimento che riporta. Se essa ritiene insufficienti queste qualità, lo abbandona e alla fine sceglie un nuovo compagno. I maschi stabiliscono i loro territori molto prima del periodo della riproduzione. Di solito fanno ritorno nelle aree che avevano occupato negli anni precedenti. Non appena essi individuano un intruso, reagiscono eseguendo dei voli territoriali durante i quali procedono a battiti d'ala esagerati. Effettuano inoltre dei voli ondulanti che perdono progressivamente quota e terminano con spettacolari picchiate. Queste parate possono essere effettuate anche spontaneamente, semplicemente per segnalare la presenza di un territorio, ma il più delle volte hanno luogo all'inizio del periodo di riproduzione. In questo caso, vengono effettuate dalla femmina e segnalano che è prossima alla deposizione delle uova.

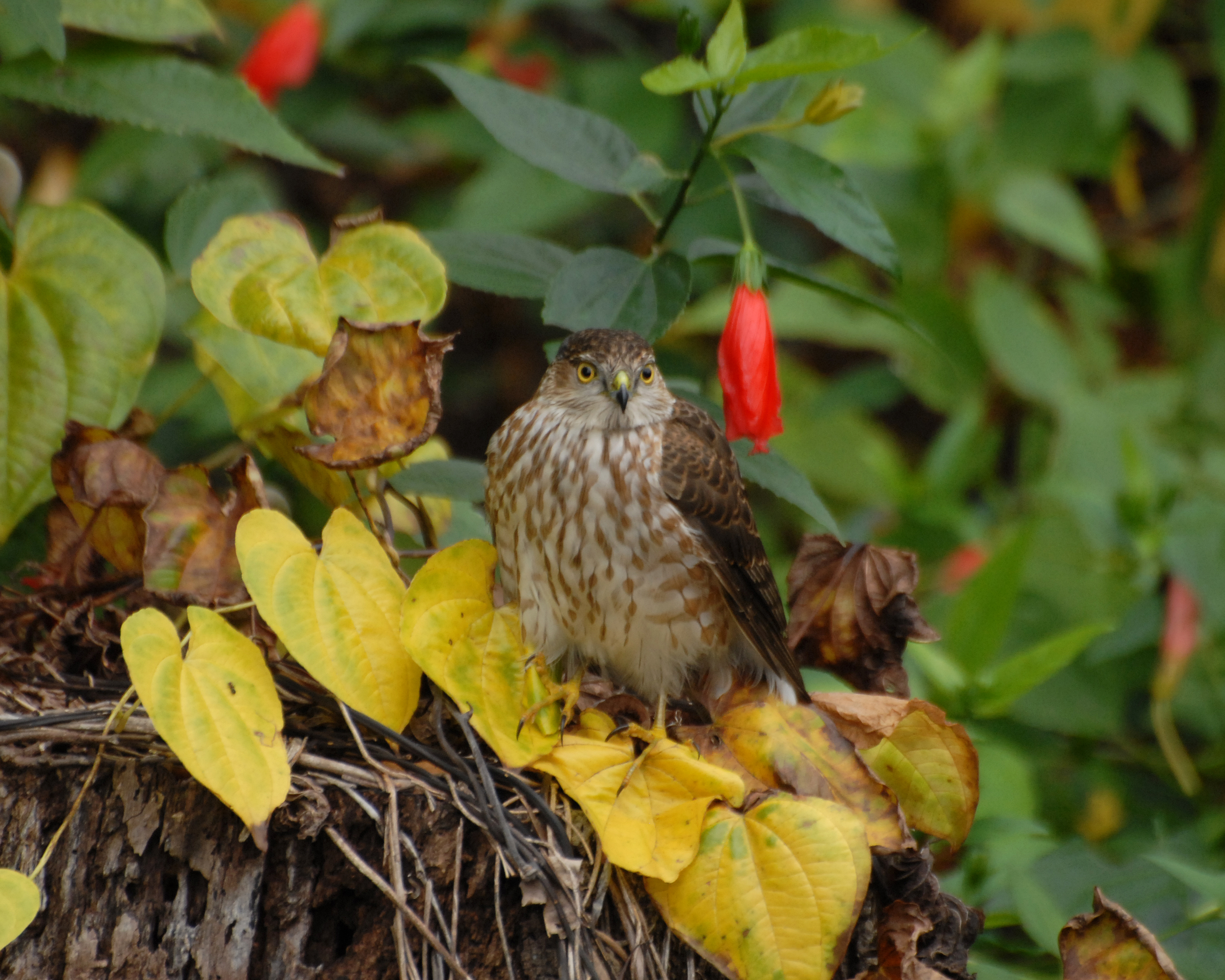
Un giovane esemplare in Florida.

Secondo Newton, la formazione delle coppie si svolge in sei fasi principali: attrazione del partner nel territorio; condivisione del posatoio, grida e richiami reciproci e parate aeree; offerta rituale di cibo alla femmina; ispezione del sito e trasporto di materiali e di rami; costruzione del nido; accoppiamento. Questo comportamento è identico sia in Europa che in America del Nord.
Gli sparvieri striati catturano le loro prede cercando di approfittare al massimo dall'effetto sorpresa. Si avvicinano grazie ad un volo basso e furtivo, approfittando della copertura vegetale o delle strutture umane, per rivelare la loro presenza solo all'ultimo momento. Le vittime vengono catturate dopo un breve inseguimento. Gli sparvieri striati si insediano spesso su posatoi in prossimità delle mangiatoie, dove tendono agguati ai piccoli uccelli che vanno lì a mangiare. Quando hanno catturato la loro preda, fanno ritorno al loro posatoio preferito per spennarla prima di divorarla.

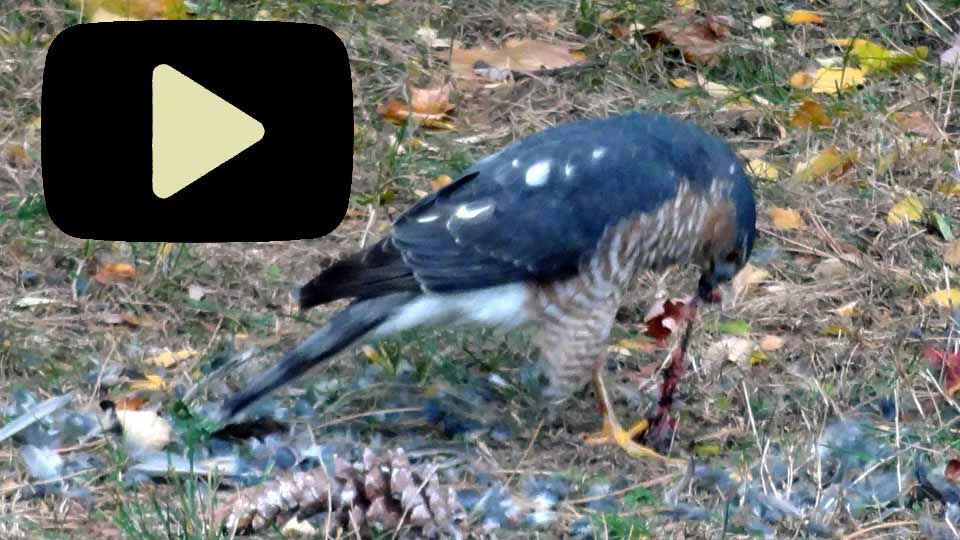
Sparviero striato che mangia.

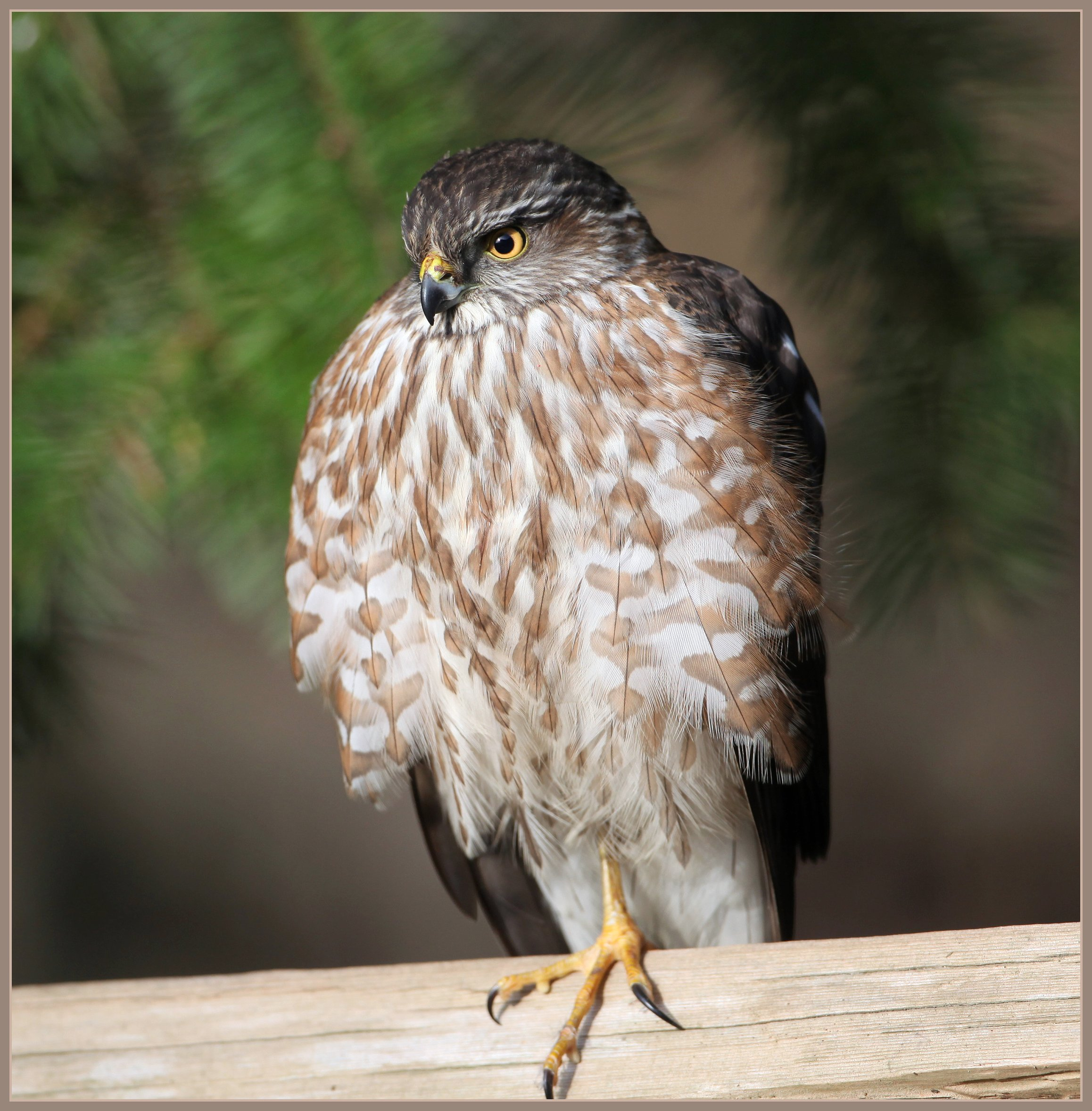
Un esemplare immaturo.

### Alimentazione
Lo sparviero striato è un rapace molto specializzato nella cattura degli uccelli. Infatti, questi costituiscono oltre il 90% della sua dieta. Piccoli mammiferi, lucertole, rane e numerosi tipi di grossi insetti fanno da complemento al suo menu. Tra gli uccelli, le specie che vengono catturate più frequentemente sono il passero canterino (Melospiza melodia) e il pettirosso americano (Turdus migratorius). Il peso medio di queste prede è compreso tra 16 e 27 grammi. Una parte consistente della dieta è costituita anche dai parulidi del genere Setophaga: essi costituiscono il 18% delle specie di uccelli catturate; il loro peso è di circa 18 grammi per gli esemplari catturati dai maschi e di circa 28 grammi per quelli catturati dalle femmine. Durante la migrazione, i maschi tendono a catturare prede di dimensioni più modeste, mentre le femmine possono catturare anche prede di dimensioni più considerevoli, come lo storno comune (Sturnus vulgaris).

### Riproduzione
Poco tempo dopo che le coppie si sono formate e le parate aeree hanno avuto termine, entrambi i partner iniziano a costruire il nido. In America del Nord, gli sparvieri striati prediligono di gran lunga le conifere alle latifoglie. Gli alberi scelti devono avere uno strato superiore ben fornito di fogliame, in modo da garantire una buona protezione contro i predatori aerei come gli astori comuni e i gufi della Virginia. La fitta vegetazione fornisce anche zone ombreggiate che costituiscono un ottimo riparo quando fa troppo caldo. In Alaska, i nidi sono posti ad un'altezza media di 6,50 metri dal suolo, su un ramo vicino al tronco. Appena la costruzione è stata terminata, la femmina vi depone da 3 a 9 uova che misurano 40×30 mm e pesano circa 19 grammi. Essa si dedica da sola alla cova per 30 giorni e il suo compagno si incarica di fornirle il nutrimento. Durante le prime due settimane di vita dei nidiacei, quest'ultimo si incarica anche del compito di portare il cibo ai piccoli, ma, trascorso questo periodo, la femmina partecipa sempre più alla loro alimentazione. Il periodo di soggiorno nel nido è diverso a seconda dei sessi: i giovani maschi lasciano il nido nel giro di un periodo che varia da 21 a 24 giorni, mentre le giovani femmine si alzano in volo solo a 24-27 giorni.
Il successo riproduttivo è piuttosto difficile da determinare. In uno studio effettuato nel 1978 su un campione di 11 nidi, in media poco meno di 3 giovani per covata riuscivano a raggiungere l'involo. Dopo che i giovani hanno lasciato il nido, è piuttosto difficile riuscire a seguirne le tracce. Tuttavia, è opinione comunemente accettata che continuino a dipendere dai genitori per il cibo per altre 4 settimane.

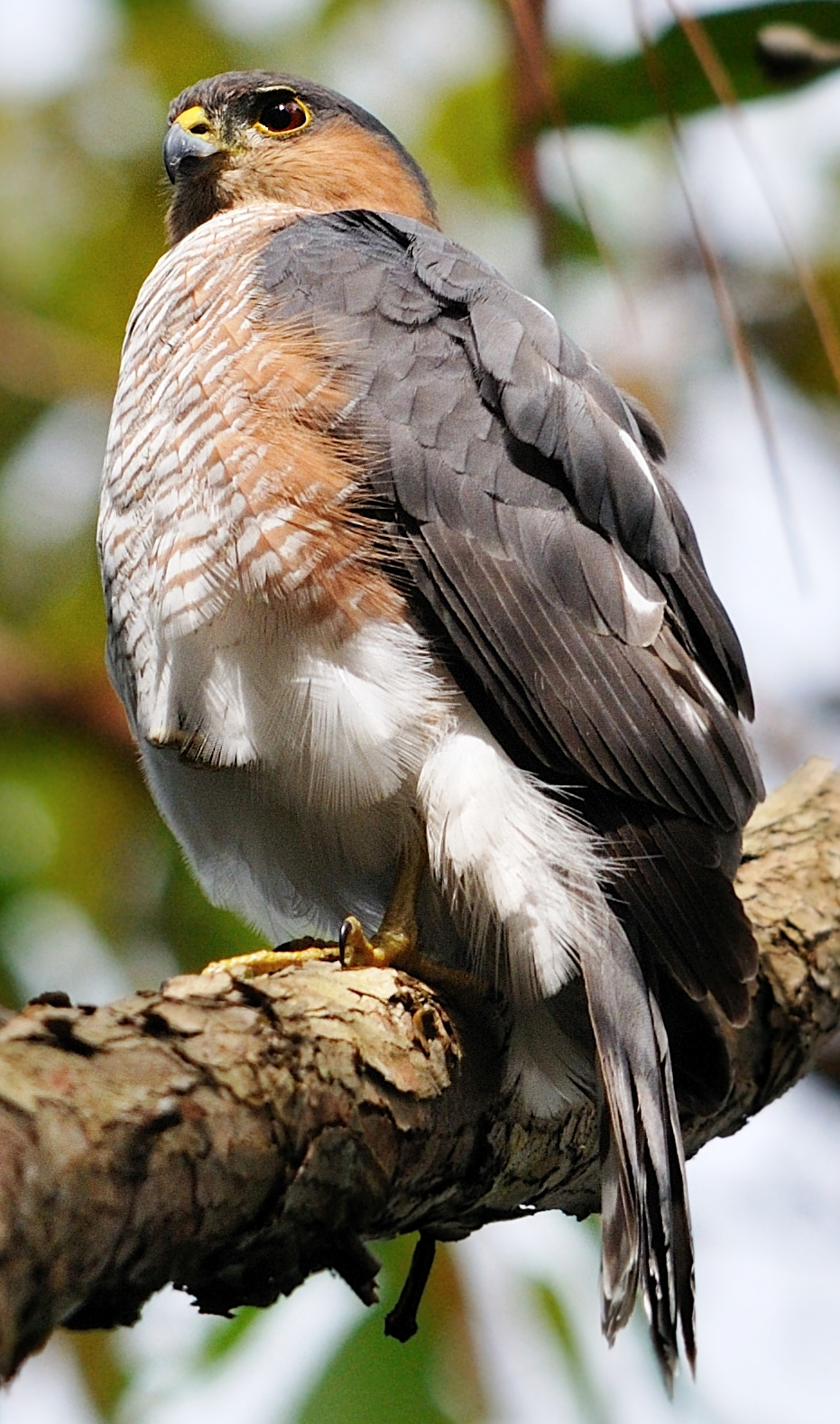
La sottospecie A. s. venator, endemica di Porto Rico e minacciata di estinzione.

## Distribuzione e habitat
Quasi l'80% delle popolazioni nordamericane nidifica nelle foreste boreali, dove mostrano una certa preferenza per i boschetti di giovani alberi. È possibile trovare questi animali soprattutto nelle foreste di abeti rossi, nelle praterie o nelle zone leggermente alberate in cui crescono pioppi tremuli e pini. Le foreste miste di conifere e di latifoglie, così come le foreste costituite da sole conifere, costituiscono la totalità del loro habitat di nidificazione. Dopo il periodo di riproduzione, queste popolazioni migrano verso sud per trovare regioni più accoglienti. In inverno, frequentano quindi zone meno intensamente alberate, più aperte, dove i differenti tipi di vegetazione forniscono un rifugio allettante per le piccole specie di uccelli cui danno la caccia. Le popolazioni degli Stati Uniti occidentali scendono invece verso quote più basse, abbandonando progressivamente le fitte foreste e svernando molto spesso nei boschetti di latifoglie, in particolare di querce. Occasionalmente, occupano territori di caccia dove le superfici erbose costituiscono gran parte del paesaggio. Le sottospecie suttoni e madrensis, al contrario, sono sedentarie, e trascorrono tutto l'anno nelle foreste tropicali più elevate e nei boschetti temperati tra 300 e 3300 metri di altitudine.
Lo sparviero striato è endemico del continente americano. Nidifica esclusivamente nella fascia di territorio che dall'Alaska centrale e occidentale si spinge fino a Terranova, attraverso il nord dello Yukon, il sud dei Territori del Nord-Ovest, il nord del Saskatchewan, il centro del Manitoba, dell'Ontario e del Québec, il sud del Labrador. È sedentario nella regione compresa tra la Columbia Britannica e la California e, nella parte orientale del continente, dalla Nuova Scozia alla Carolina del Sud, così come nello Utah, nel Colorado, nell'Arizona e nel Nuovo Messico. Sedentarie sono pure le sottospecie tropicali e subtropicali che vivono in America centrale e nelle Antille.

## Tassonomia
Sono ufficialmente riconosciute sette sottospecie:
- A. s. perobscurus Snyder, 1938, diffusa nelle isole della Regina Carlotta (Canada occidentale) e, forse, lungo le coste della Columbia Britannica; sverna a sud, in California;
- A. s. velox (A. Wilson, 1812), la sottospecie di gran lunga più diffusa, presente in Alaska, in Canada (fino a Terranova ad est) e negli Stati Uniti, fino alla California, all'Arizona e al Nuovo Messico a sud e all'Alabama ad est; sverna in America centrale, fino a Panama;
- A. s. suttoni van Rossem, 1939, diffusa nelle regioni settentrionali e centrali del Messico (forse anche nell'estremità meridionale del Nuovo Messico, negli Stati Uniti) e, localmente, anche più a sud, nel Michoacán e nel Veracruz occidentale;
- A. s. madrensis Storer, 1952, diffusa nelle regioni meridionali del Messico (Guerrero e Oaxaca occidentale);
- A. s. fringilloides Vigors, 1827, diffusa a Cuba;
- A. s. striatus Vieillot, 1808, diffusa a Hispaniola (sia ad Haiti che nella Repubblica Dominicana);
- A. s. venator Wetmore, 1914, diffusa a Porto Rico.

Bisogna inoltre ricordare che, fino a poco tempo fa, erano considerate sottospecie dello sparviere americano anche lo sparviero pettobianco (Accipiter chionogaster), lo sparviero pettochiaro (A. ventralis) e lo sparviero dai calzoni rossi (A. erythronemius), delle regioni tropicali del continente.

## Conservazione
Gli sparvieri striati sono vittime dei razziatori e dei collezionisti di uova, in quanto i segni e le macchie che ornano il guscio esercitano un forte potere di attrazione. Questo piccolo rapace ha inoltre vari predatori naturali, quali i gufi della Virginia, gli astori e gli sparvieri di Cooper. È abbastanza difficile determinare lo stato di conservazione di questo uccello estremamente discreto. Una cosa è certa: negli anni del dopoguerra, e fino al 1971, la specie ha subito un grave declino negli Stati dell'Est, a causa dell'utilizzo dei pesticidi, in particolare del DDT. Da allora, ha tratto beneficio delle misure di protezione e il numero di esemplari sembra essere in leggero aumento. Le densità più elevate si riscontrano lungo la costa atlantica, dal Massachusetts alla Virginia. Attualmente, gli sparvieri striati sono considerati una «specie a rischio minimo» (Least Concern).